# 松葉屋ギャラリー
松葉屋ギャラリー（まつばやギャラリー）は、長野県の長野市にあるアート・ギャラリー。
本来は松葉屋家具店といい江戸時代末期から続く家具店である。松葉屋ギャラリーは、店舗奥にある蔵を利用したギャラリーであり、定期的に企画展などを行っている。 
店主である滝澤善五郎（たきざわぜんごろう）が、武蔵野美術大学にて工芸やインテリア・デザインを学び、現在、実家の松葉屋家具店を継いでいる。店主自ら図面を引きデザインを考え家具を製作する。建物の二階にはカフェを併設している。